# Frank Tiberi
Frank Tiberi (* 4. Dezember 1928 in Camden, New Jersey) ist ein US-amerikanischer Jazzmusiker, Bandleader und Hochschullehrer.

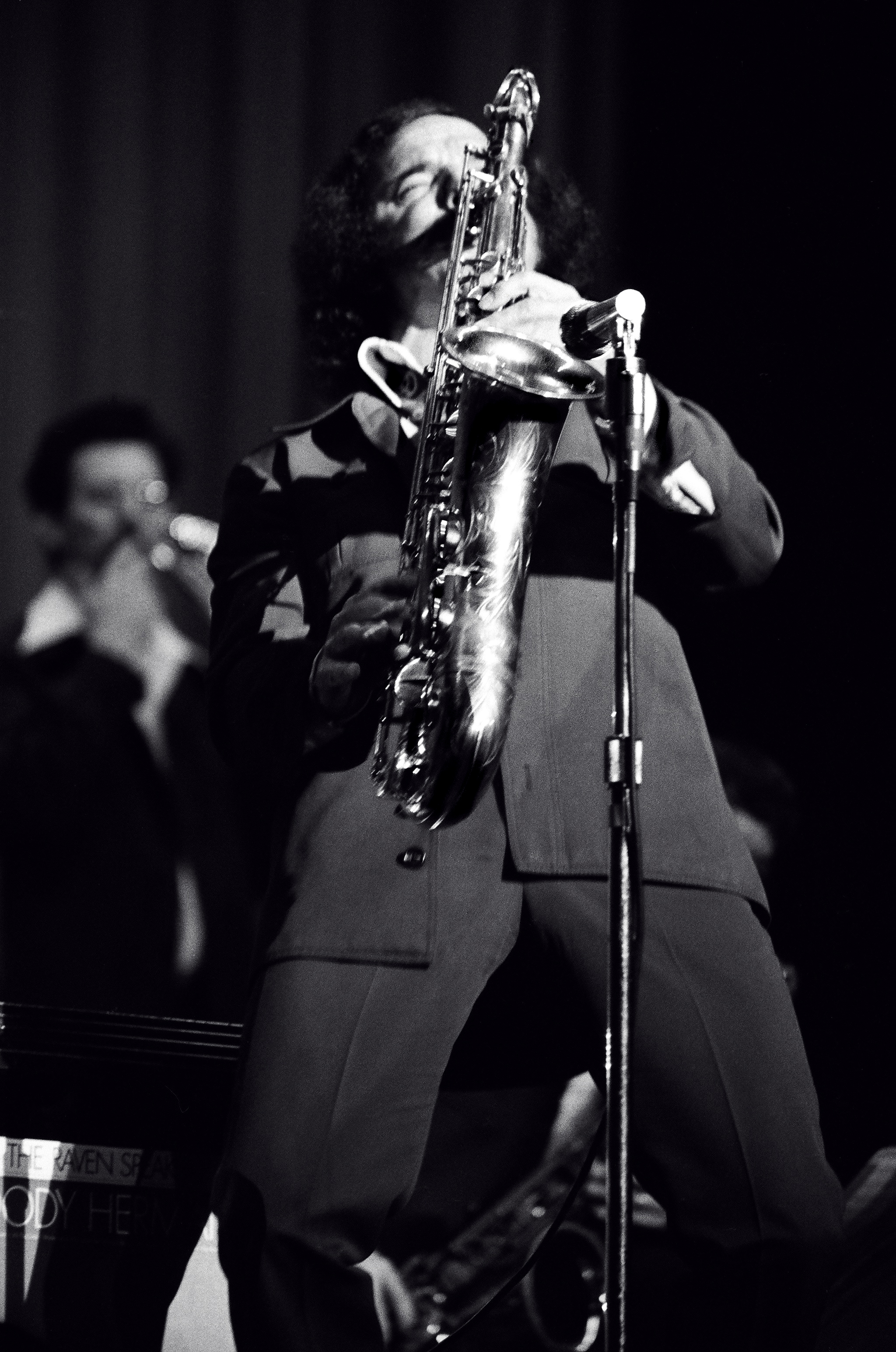
Frank Tiberi (1976)

## Leben
Tiberi erlernte im Alter von acht Jahren das Klarinettespiel und begann bereits als 13-Jähriger professionell aufzutreten. Später studierte er Fagott bei Sol Schoenbach vom Philadelphia Symphony Orchestra, außerdem lernte er autodidaktisch Flöte und Saxophon.
Von 1948 bis 1949 gehörte er zu Bob Chesters Big Band, 1954 bis 1955 zum Benny Goodman Quartett, außerdem tourte er mit Benny Goodman, Urbie Green und Dizzy Gillespie. In den 1960er Jahren war er überwiegend als Studiomusiker aktiv, bevor er 1969 der Woody Herman Thundering Herd Jazz Band beitrat. Dort wirkte er als Solist, Arrangeur und musikalischer Leiter und übernahm die Band nach Hermanns Tod im Jahre 1987. Außerdem unterrichtet er als Associate Professor am Berklee College of Music Improvisation.
Neben den Aufnahmen mit der Herman Band und ab 1987 mit seinem aus der Herman Band hervorgegangenen eigenen Big Band  ist insbesondere sein Album Tiberian Mode (1999) zu nennen, das er mit Joe Lovano und George Garzone, Andy LaVerne, James Williams, Ray Drummond und Adam Nussbaum aufnahm.